# Lanao del Sur

Lage von Lanao del Sur

Lanao del Sur ist eine Provinz im Zentralteil der Insel Mindanao auf den Philippinen.
Lanao del Sur gehört zur Autonomen Region Bangsamoro (BARMM).
Die Hauptstadt der Provinz liegt am Lanao-See und heißt Marawi City. Der Gouverneur der Provinz ist Mamintal Alonto Adiong Jr.

## Geographie
Lanao del Sur ist umgeben von den Provinzen Lanao del Norte im Norden, Bukidnon im Osten, Shariff Kabunsuan und Cotabato im Süden. Die Provinz hat eine Gesamtfläche von 3.872,9 km².
Im Südosten liegt die Bucht von Illana, ein Teil des Golfes von Moro. Die Landschaft wird dominiert von Hügeln, Plateaus, Vulkanen und Bergzügen, die von zahlreichen Tälern durchschnitten sind. Die mit Wasser bedeckte Fläche der Provinz nimmt 340,39 km² ein und besteht vornehmlich aus Seen und Sümpfen. An der Grenze zu Provinz Cotabato erheben sich die aktiven Vulkane Latukan und Ragang. Ein weiterer aktiver Vulkan ist der 1.940 Meter hohe Makaturing, er erhebt sich über die Bucht von Illana.
Im Zentrum der Provinz findet man den Lanao-See, dessen Abfluss der Agus River bildet. Der See ist der größte Binnensee der Insel Mindanao, wie auch der María-Cristina-Wasserfall, einer der größten Wasserfälle des gesamten Landes ist. Südwestlich des Lanao-Sees liegt der kleinere 120 Meter tiefe Dapao-See. Die Provinz durchziehen eine Anzahl von Flüssen die Provinz auf ihrem Weg in den Lanao-See oder in die Bucht von Illana bzw. die nördlich gelegene Bucht von Iligan.

## Demographie und Sprache
Laut der Volkszählung aus dem Jahr 2007 leben in Lanao del Sur insgesamt 1.138.544 Menschen. Damit nimmt die Provinz in der Bevölkerungsstatistik der Philippinen die 29. Position ein. Im Durchschnitt kommen 294 Einwohner auf einen km². Dies bedeutet in dieser Kategorie den 43. Platz.
Der häufigste in der Provinz gesprochene Dialekt ist Maranao. Daneben sind die philippinischen Sprachen Tagalog und Cebuano ähnlich verbreitet, wie Englisch und Arabisch.
Die ursprünglichen Einwohner, die Maranao, zeichnen sich durch eine einzigartige Kultur aus, die sich vor allem in einer speziellen Musik, der Gong-Musik ausdrückt. Dieser Musikstil findet sich sowohl in den muslimischen, wie auch den nicht islamischen Gruppierungen der südlichen Philippinen.

## Wirtschaft
Die Einwohner der Provinz Lanao del Sur sind bekannt für ausgefallenen Webereien sowie für ihre Fertigkeiten im Umgang mit Metall und Holz. Die Textilien aus dieser Provinz sind berühmt für ihr kunstvolles Design und ihre Farbenpracht.
Neben dem Vertrieb von handwerklichen Produkten ist, aufgrund der zahlreichen Gewässer in dem Gebiet, die Zucht von Süßwasserfischen in Fischteichen einer der Hauptwirtschaftszweige der Provinz. Daneben werden in der Region verschiedene Früchte angebaut, aber auch der Tourismus ist, durch die abwechslungsreiche Landschaft mit ihren Bergen, Seen und zahlreichen Wasserfällen, einer der maßgebenden wirtschaftlichen Faktoren von Lanao del Sur.

## Verwaltungsgliederung
Lanao del Sur unterteilt sich in 39 eigenständig verwaltete Gemeinden und eine Stadt. Die Gemeinden wiederum sind in insgesamt 1.155 Barangays (Ortsteile) untergliedert.
Die Provinz ist zudem in zwei Kongress-Distrikte unterteilt.

### Stadt
- Marawi City

### Gemeinden
| - Bacolod-Kalawi (Bacolod-Grande) - Balabagan - Balindong (Watu) - Bayang - Binidayan - Buadiposo-Buntong - Bubong - Bumbaran - Butig - Calanogas - Ditsaan-Ramain - Ganassi - Kapai - Kapatagan - Lumba-Bayabao (Maguing) - Lumbaca-Unayan - Lumbatan - Lumbayanague - Madalum - Madamba | - Maguing - Malabang - Marantao - Marogong - Masiu - Mulondo - Pagayawan (Tatarikan) - Piagapo - Picong (Sultan Gumander) - Poona Bayabao (Gata) - Pualas - Saguiaran - Sultan Dumalondong - Tagoloan Ii - Tamparan - Taraka - Tubaran - Tugaya - Wao |

## Klima
Die Provinz zeichnet sich durch ein angenehmes, von über das gesamte Jahr stetig auftretenden Regenfällen durchsetztes Klima aus, ohne eine ausgesprochene Trockenperiode zu haben. Der regenreichste Monat ist der Februar, der trockenste der Juni.
Es ist zu erwähnen, dass sich Provinz außerhalb des Taifungürtels befindet, der die nördlichen Philippinen streift.

## Geschichte
Das Gebiet um den See Lanao und die Küste der Bucht von Iligan wurde ursprünglich von den Maranos besiedelt. Der Name „Lanao“ leitet sich ab von dem Wort „Ranao“ aus dem Dialekt Maranao, was so viel bedeutet wie „Seebewohner“ oder „Leute vom See“.
Der Islam wurde über die nördliche Küste in das Land gebracht und setzte sich im Gebiet schnell durch. Im 17. Jahrhundert gingen die Maranos eine Allianz mit dem starken Maguindanao Sultan Kudarat ein, als es galt, die, um eine Kontrolle der Region bemühte spanische Kolonialmacht in Schacht zu halten.
Als die Spanier ab 1636 die Gegend um Lanao erkundeten, fanden sie am nördlichen Ende des Sees eine bevölkerte Siedlung mit dem Namen Dansalan vor. Der Ort war zwei Jahre lang in spanischer Hand, doch durch die stetigen Anfeindungen der Einwohner wurde sie schließlich wieder aufgegeben. Lanao del Sur war im Folgenden über viele Jahre ein wichtiger Ausgangspunkt für Raubzüge auf Siedlungen in den Visayas und Luzon.
Als die Macht von Maguindanao im 18. und 19. Jahrhundert allmählich abflaute, richteten die Maranos eine Kette an Sultanaten um den See an, die sich frei von einer Kontrolle durch Spanier oder ihren Nachbarn aus Maguindanao entfaltete.
Bis zum Ende der spanischen Vorherrschaft auf den Philippinen, waren diese bemüht, das Volk der Maranos zu unterwerfen. 1891 besetzten spanische Truppen den Ort Malabang an der südlichen Küste der Bucht von Illana. 1894 eroberten die Spanier den Ort Marahui und brachte zur Durchsetzung ihrer Interessen Kanonenboote in den Lanao-See. Die spanische Präsenz nahm mit Ausbruch der philippinischen Revolution jedoch schnell ab und um 1900 erreichten amerikanische Truppen die Provinz.
Die Maranos verweigerten sich jedoch auch dieser Großmacht und im März 1902 kam es zu einer ersten Serie von Kampfhandlungen zwischen Einheimischen und amerikanischen Besatzern, denen weitere folgten.
Lanao wurde ab 1895 ein Bezirk von Mindanao. 1903 wurde sie von der amerikanischen Verwaltung in die Provinz Moro eingebunden. Die Provinz Lanao entstand 1914 mit der Organisation des „Department of Mindanao and Sulu“.
Dansalan wurde um 1907 zu einer eigenständig verwalteten Gemeinde und 1940 gar zu einer Stadt ernannt, aber erst 1950 als solche anerkannt. 1956 wurde die Stadt Dansalan mit dem Republic Act Nr. 1352 in Marawi City umbenannt. Der Name stammt von dem Wort raw ab, einer Lilienart, die im nahen des Agus River vorkommt.
Als am 4. Juli 1959 mit dem Republic Act Nr. 2228 die ehemalige Provinz Lanao in die Provinzen Lanao del Norte und Lanao del Sur aufgeteilt wurde, ernannte man Marawi City zur Hauptstadt der neue Provinz Lanao del Sur.
1980 wurde der Name der Stadt erweitert in Islamic City of Marawi. Sie ist nun die einzige beurkundete Stadt auf den Philippinen, deren Einwohner überwiegend muslimisch sind.
In einer Volksabstimmung 1989 votierten die Bewohner von Lanao del Sur schließlich für eine Zugehörigkeit zu der Autonomous Region in Muslim Mindanao (ARMM), die Stadt Marawi City selbst stimmte dabei jedoch gegen eine solche Mitgliedschaft.
Lanao del Sur erlangte internationale Aufmerksamkeit während der muslimisch-christlichen Auseinandersetzungen in den 1970er Jahren. Im Oktober 1972 wurde die Stadt Marawi City von Rebellen der Nationalen Befreiungsfront der Moro (MNLF) angegriffen und besetzt. 1979 folgten Friedensgespräche zwischen der MNLF und der philippinischen Regierung in deren Verlauf die Provinz zu einem Teil der autonomen Regionalverwaltung von Zentral Mindanao wurde.
Die Provinz Lanao del Sur blieb bis zum endgültigen Friedensvertrag von 1996 ständig unter der Kontrolle der MNLF.
Seit 2019 ist die Provinz Teil der neuen Region Bangsamoro.

## Sehenswürdigkeiten
- Die Mindanao State University (Main Campus)
- Der Lanao-See
- Aga Khan Museum
- Torogan (of Tuka)
- Die hohen Minarette von Marawi
- Abu-Bakar-Moschee (Die größte Moschee in Lanao del Sur)
- Dansalan Market